# Bajonet
Bajonét (imenovan po francoskem mestu Bayonne) se imenuje orožje z jeklenim rezilom, ki se natakne na puško (v redkih primerih tudi na brzostrelko) in je namenjeno bodenju. Ko ni pritrjen na orožje, se ga nosi na boku.

## Zgodovina
Bajonet so začeli uporabljati leta 1647 v Franciji, kmalu so ga uvedli v večino evropskih armad. Najprej se je bajonet pritrdil v cev puške in dokler se ni snel ni bilo možno streljati z mušketo. Že leta 1669 je Vauban razvil bajonet, ki se pritrdi na stran cevi in ne preprečuje streljanja. Francoska armada se je začela opremljati s temi bajoneti leta 1689. Brandenburg-Prusija je sledila francoskemu zgledu istega leta, Danska uporablja take bajonete od leta 1690 in Rusija od 1709. Od 19. stoletja uporabljajo bajonete, ki imajo lasten ročaj in so izdelani kot noži ali kratki meči.
Razvoj bajoneta je povzročil, da so postali suličarji nepotrebni. Do začetka 18. stoletja so odpravili suličarje v večini evropskih armad.
Bajoneti so postajali vedno manjši in priročnejši. Danes imajo velikost običajnega kuhinjskega noža. Nikdar ni bil ukinjen kot standardno orožje pehote in je še danes sestavni del jurišne puške. O uporabnosti bajoneta so potekale ostre diskusije do 20. stoletja. Vendar so se med 2. svetovno vojno uporabljali na skoraj vseh bojiščih. 
Sodobni bajoneti spominjajo na nože za preživetje in se z njimi lahko tudi reže električne kable pod napetostjo, žaga veje ali odpira konzerve. Večina modernih bajonetov ima na nožnici čep, na katerega se natakne bajonet in se tako dobi škarje za rezanje bodeče žice.

## Tipi bajonetov
- vsadni bajonet (bodalo ali kratek meč je z dolgim lesenim ročajem spredaj potisnjen v cev puške);
- tulni bajonet (ročaj bajoneta je oblikovan kot tul, ki se zatakne na puškino cev, posebna zareza omogoči pot mimo muhe in utrditev bajoneta. Ta način namestitve je omogočal polnjenje puške, ne da bi bilo treba odstraniti bajonet);
- nož bajonet (sodobna oblika bajoneta z odbojnikom, ki je lahko oblikovan kot prstan ter obvezno zarezo na hrbtu ročaja. Tak bajonet se, če ima prstan, natakne na cev puške in poseben nastavek pod cevjo, v primeru, da prstana ni, pa se na cev samo nasloni);
- preklopni nož (bajonet je stalno nameščen na puško z ročajnim glavičem; ko ni v položaju za bodenje, je preklopljen nazaj; lahko ima posebno vzmet).